# یواس‌اس کادینگتون (ای‌کی-۱۷۳)
یواس‌اس کادینگتون (ای‌کی-۱۷۳) (به انگلیسی: USS Codington (AK-173)) یک کشتی بود که طول آن ۳۸۸ فوت ۸ اینچ (۱۱۸٫۴۷ متر) بود. این کشتی در سال ۱۹۴۴ ساخته شد.